# Tonggulegenao'er
Tonggulegenao'er (kinesiska: 通古勒格淖尔, 通古勒格淖尔苏木) är en socken i Kina. Den ligger i den autonoma regionen Inre Mongoliet, i den norra delen av landet, omkring 580 kilometer sydväst om regionhuvudstaden Hohhot.
Genomsnittlig årsnederbörd är 268 millimeter. Den regnigaste månaden är juli, med i genomsnitt 64 mm nederbörd, och den torraste är december, med 1 mm nederbörd.